# Nagymorva uralkodók listája
A Nagymorva Birodalom a 9. században fennállt államalakulat volt, amelyet a 900 körül a Kárpát-medencébe érkező magyarok meghódítottak.
| Dinasztia  | Uralkodó                           | Uralkodott | Megjegyzés              |
| ---------- | ---------------------------------- | ---------- | ----------------------- |
| Mojmiridák | I. Mojmír (* 795 k.)               | 833–846    |                         |
| Mojmiridák | Rasztiszláv                        | 846–870    | I. Mojmír unokaöccse.   |
| Mojmiridák | Szlavomír († 885 k.)               | 871        | Rasztiszláv testvére.   |
| Mojmiridák | I. Szépszemű Szvatopluk (* 830 k.) | 871–894    | Rasztiszláv unokaöccse. |
| Mojmiridák | II. Mojmír                         | 894–906    | I. Szvatopluk fiai.     |
| Mojmiridák | II. Szvatopluk                     | 894–899    | I. Szvatopluk fiai.     |